# Iluminismo das Trevas
O iluminismo das trevas, iluminismo sombrio ou movimento neorreacionário – também conhecido simplesmente como neorreação e abreviado como NRx pelos seus integrantes – é um movimento antidemocrático e reacionário, que rejeita amplamente o igualitarismo e a visão de que a história mostra progressão inevitável para uma maior liberdade e iluminação (assim, é em parte uma reação contra a "historiografia whig"). O movimento favorece um retorno às velhas construções sociais e formas de governo, dando inclusive apoio à monarquia ou outras formas de liderança fortes e centralizadas, tal como um "CEO neocameralista", juntamente com uma abordagem libertarista de direita ou de outra forma conservadora para a economia. Os seus integrantes geralmente defendem também pontos de vista socialmente conservadores em questões como os papéis sociais de gênero, relações raciais e migração.
Um artigo de 2013 da TechCrunch descreve "neorreacionários" como um termo aplicado e às vezes uma auto-descrição de uma "comunidade informal de blogueiros" e teóricos políticos ativos desde os anos 2000, iniciado com o cientista da computação Curtis Yarvin. Steve Sailer e Hans-Hermann Hoppe são descritos como os "precursores contemporâneos" do movimento, também é dito que os neorreacionários são influenciados por filósofos como Thomas Carlyle e Julius Evola.
Alguns consideram o iluminismo das trevas uma escola precoce do pensamento da direita alternativa. Alguns críticos também rotularam o movimento como "neofascista". Uma nota da New York Magazine em 2016 afirma: "A neorreação tem vários ramos diferentes, mas talvez o mais importante é uma forma de futurismo pós-libertário que, percebendo que os libertários não ganham qualquer eleição democrática, opõe-se à democracia em favor de formas autoritárias de governo". Yarvin, por exemplo, argumenta que uma democracia libertarista é "simplesmente uma contradição de engenharia, como uma baleia voadora ou um carro movido a água".

## Resumo das principais ideias

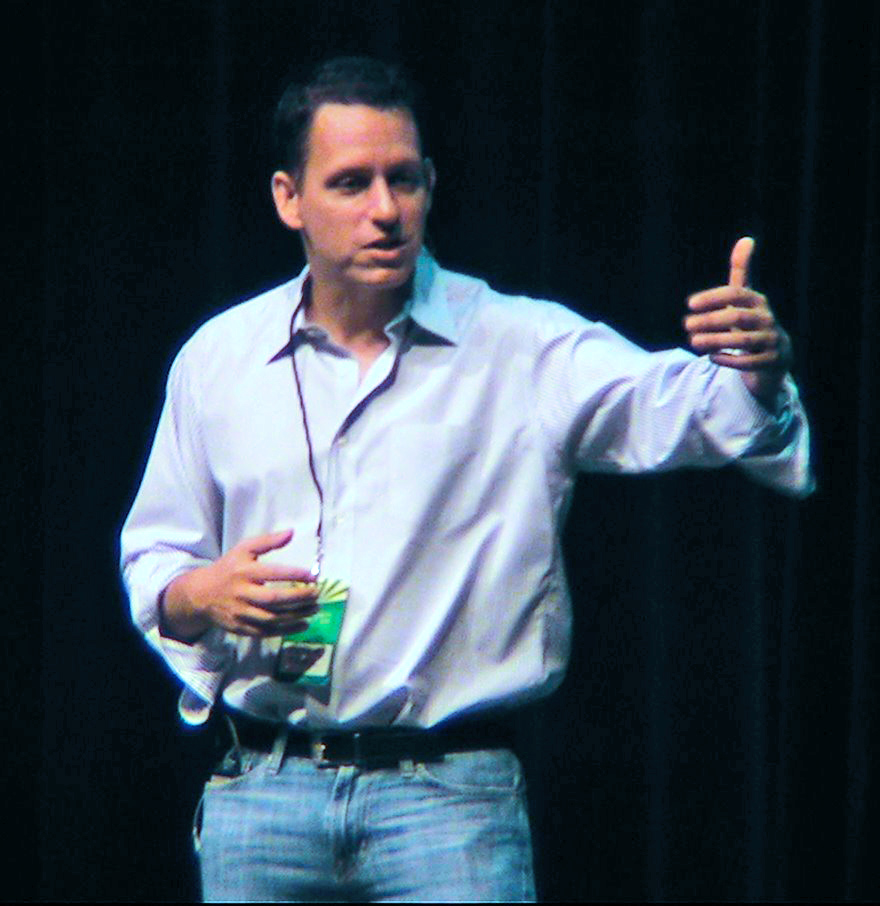
Peter Andreas Thiel em 2007.

Alguns dos impulsos para o movimento neorreacionário vêm de libertários como Peter Thiel, como indicado pelo ensaio The Dark Enlightenment do filósofo Nick Land:
Um marco foi a discussão realizada em abril de 2009 em Cato Unbound entre os pensadores libertários (incluindo Patri Friedman e Peter Thiel), em que a desilusão com a direção e as possibilidades da política democrática foram expressas com uma franqueza incomum. Thiel resumiu a tendência sem rodeios: "Já não acredito que a liberdade e a democracia sejam compatíveis".
Nick se expande sobre estes temas da seguinte forma:
Para os neorreacionários hardcore, a democracia não está meramente condenada, é a própria condenação. Fugir dela se aproxima de um imperativo supremo. A corrente subterrânea que propulsa tal antipolítica é reconhecidamente hobbesiana, um iluminismo das trevas coerente, desprovida do início de qualquer entusiasmo rousseausista pela expressão popular.
O sistema preferido de Yarvin, chamado neocameralismo pelo sistema de cameralismo prussiano de Frederico Guilherme I da Prússia, é um sistema no qual uma empresa é dona do país, que é estruturada como uma sociedade por ações e gerenciada por um CEO para maximizar o lucro.
Peter Thiel e Patri Friedman endossaram o Instituto Seasteading como uma maneira possível de construir feudos livres de leis e regulamentos externos.
O neorreacionário Michael Perilloux propõe que o presidente Donald Trump tenha mais poder ao cancelar a Constituição dos Estados Unidos, declarar lei marcial e substituir o governo pela The Trump Organization. Da mesma forma, a engenheira do Google Justine Tunney fez uma petição para nomear o presidente do Google, Eric Schmidt, como CEO da América.
Alguns neorreacionários futuristas se concentram mais no uso da tecnologia para derrotar o Estado, por exemplo, através da aceleração transumanista, na qual os poucos escolhidos se libertam dos laços do Estado, evoluindo para híbridos superinteligentes homem-computador. Um defensor de tais idéias é Michael Anissimov, um defensor da eugenia, que, nas palavras de Mark O'Connell, "nos últimos anos, basicamente defendeu a singularidade da supremacia branca "e tornou-se" uma espécie de pária do "movimento transhumanista". Rejeitando a ideia de que todos os seres humanos são criados iguais, Anissimov acredita que já existem disparidades de inteligência entre as raças existentes e que as tecnologias transumanas criarão mais disparidades de poder. Afirma que os sistemas aristocráticos são mais estáveis financeiramente e geram menos desperdiços que os sistemas democráticos ou comunistas.

## História e Etimologia
Dylan Matthews argumenta que a reação neurológica é baseada em argumentos racistas, tradicionalistas e isolacionistas do paleoconservadorismo, bem como na crença dos paleoconservadores de que o mainstream está tentando esmagá-los. As diferenças entre os dois movimentos são que os paleoconservadores são mais religiosos e têm mais fé na Constituição dos Estados Unidos e nos ideais republicanos em geral.  Rick Searle traça paralelos entre neorreacionários e figuras do final do século XIX, como Friedrich Nietzsche, Fyodor Dostoyevsky, Charles Maurras e Vilfredo Pareto. George Orwell também usou o termo "neorreacionário" em 1943, na coluna As I Please para o jornal Tribune.
Em 2007 e 2008, o cientista da computação, o americano Curtis Yarvin, escrevendo sob o pseudônimo Mencius Moldbug, articulou o que se transformaria no pensamento do iluminismo das trevas. As teorias de Yarvin foram, mais tarde, o assunto do autor e filósofo inglês Nick Land, que cunhou primeiramente o termo "iluminismo das trevas" em seu ensaio do mesmo nome. O termo "iluminação das trevas" é um jogo de palavras para o suposto conhecimento ganho no iluminismo. De acordo com Nick: "Onde o iluminismo progressivo vê ideais políticos, o iluminismo das trevas vê apetites" - na visão de que a tendência do poder soberano (nas democracias) devora a sociedade.
Yarvin primeiro usou o termo "neorreacionário" como um adjetivo neste contexto. Ele originalmente chamara sua ideologia de "formalismo", mas Arnold Kling usou o termo "Neorreacionários" como um substantivo em julho de 2010 para descrever Moldbug e companheiros e o termo foi rapidamente adotado pelo subcultura.  De acordo com Adam Riggio, o embrião do movimento neorreacionário vivia nas páginas da comunidade de LessWrong.  Social Matter é uma importante publicação on-line e uma máquina para o pensamento neorreacionário.
Os neorreacionários geralmente rejeitam os pedidos de entrevista de jornalistas, explicando que os jornalistas, como fabricantes de consenso, são seus inimigos mortais. Quando a repórter de assuntos políticos do The Atlantic, Rosie Gray, tentou entrevistar os líderes neorreacionários, Yarvin sugeriu "conversar diretamente com meu líder de celular / porta-voz", uma referência sarcástica aos boatos generalizados, mas não confirmados, de que Yarvin tinha ligações com o estrategista-chefe da Casa Branca, Steve Bannon. Enquanto Nick B. Steves lhe disse que ela não estava preparada para escrever sobre a neorreação porque "as pessoas de QI 115 generalmente não estão bem preparadas para fazer resumos sobre pessoas de QI 160". 
Os textos neorreacionarios, particularmente aqueles de Yarvin e Land, às vezes são vistos como detalhados, densos, discursivos, distantes e "vanguardistas", inacessível e auto-marginadores. 
Ryan Summers escreveu que o imaginário neorreacionário geralmente incorpora idéias hiper-masculinas de homens, como tanques, naves espaciais, deuses gregos e soldados armados.

## Relação com a Direita Alternativa

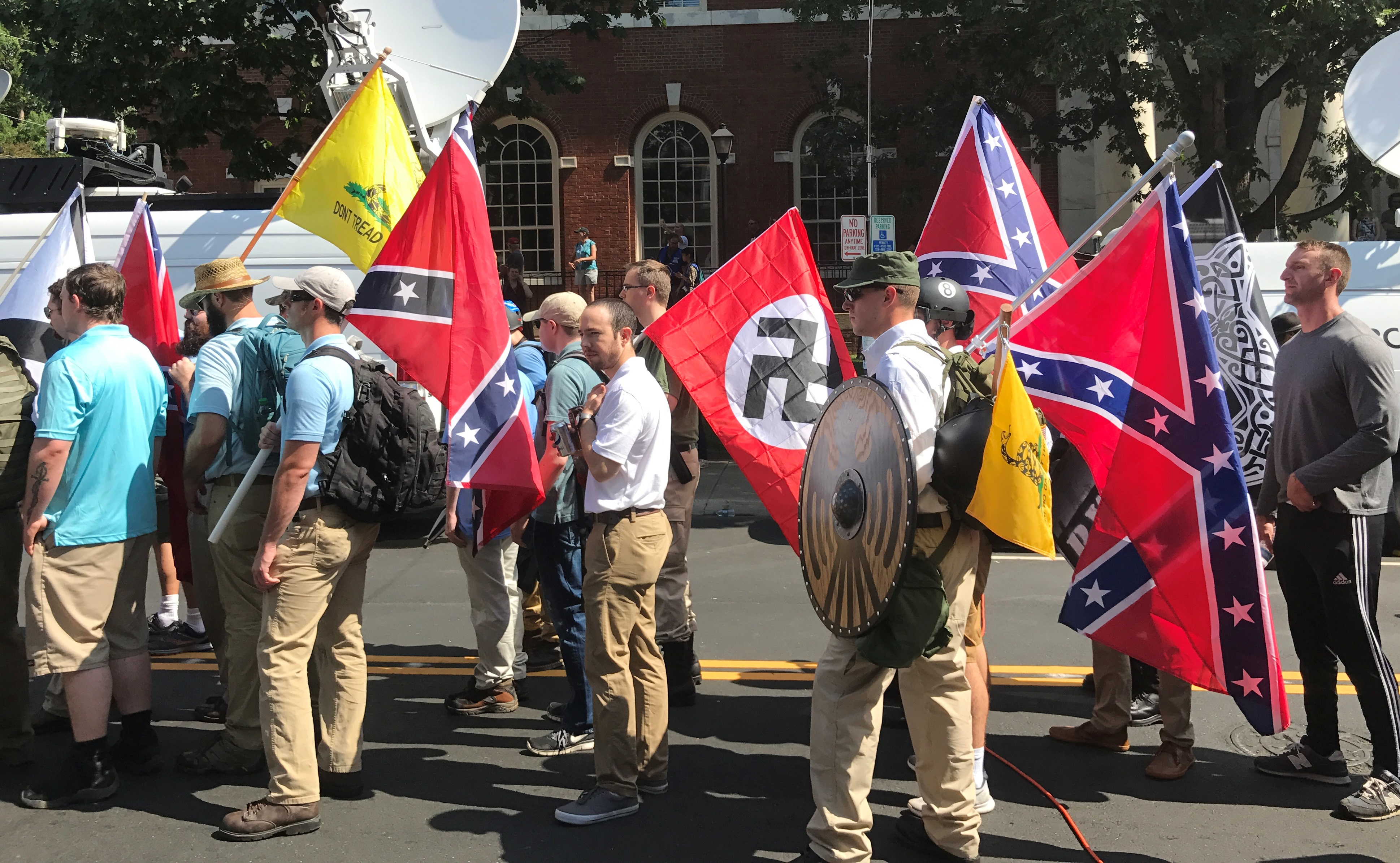
Integrantes da direita alternativa na passeata "Unite the Right" ('Unam a direita').

Alguns consideram o Iluminismo das Trevas como uma escola de pensamento recente da direita alternativa, ou ramo mais teórico de sua mentalidade. Em particular, Jason Reza Jorjani, um filósofo com idéias terrestres, co-fundou o AltRight.com e falou na conferência do Instituto de Política Nacional de 2016, liderada pelo supremacista branco Richard Spencer. Alguns críticos também classificam o iluminismo das trevas como "neofascista" ou como "uma aceleração do capitalismo a um ponto fascista", embora Land sustente que isso é impreciso porque o fascismo "é um movimento das massas anticapitalistas", ele assegura: 
A NRx não acredita que a direita alternativa (na América) seja muito séria. É uma filosofia essencialmente anti-anglo-americana, em sua essência (duginista), que coloca um teto firme em seu potencial. Em vez disso, a análise NRx é que a idade das massas está quase no fim. Movimentos populistas furiosos são parte do que está sendo deixado para trás, e não do que está se aproximando de Belém para nascer.
James Kirchick ressalta que, embora os pensadores neorreacionários desdenhem as massas e afirmem desprezar o populismo e o povo em geral, o que os une ao resto da direita é seu elemento desagradavelmente racista, sua misantropia compartilhada e seu ressentimento pela má administração de elites dominantes. Duesterberg observa: "Como regra geral, a direita alternativa é dispersa, anônima e obscura; ela prospera, como mostra a curiosa metáfora, nos 'cantos escuros da Internet'. Pelo contrário, a neorreação é centralizada e pública: a escuridão iluminada".

## Críticas
Uma crítica ao neorreacionarismo é que sua avaliação pessimista dos resultados do progressivismo descarta muitos avanços que foram feitos, incluindo maior liberdade para mulheres, minorias raciais e homossexuais; maior segurança para idosos e desempregados; maior acesso aos cuidados de saúde pelos pobres; a redução global da pobreza; melhora na qualidade do ar; maior tolerância religiosa e integração racial; menores taxas de criminalidade; e a ausência de guerras mundiais desde 1945. Eles apontam para a cultura de Londres, cuja população é 40% não branca; e o alto padrão de vida e a paz continental na União Europeia. Outra crítica é que os padrões globais de fabricação limitam a independência econômica que os estados soberanos podem ter um do outro.
Alguns dos críticos que sentiram que a avaliação pessimista do iluminismo das trevas não tinha o apoio de dados econômicos formaram o "iluminismo cinza".
Ryan T. Summers observa: "Na maioria das vezes, os neorreacionários não enfatizam as opiniões anti-semitas como outras contrapartes da direita alternativa